# Seumira
Seumira is een bestuurslaag in het regentschap Aceh Jaya van de provincie Atjeh, Indonesië. Seumira telt 164 inwoners (volkstelling 2010).